# Niña (banda)
Niña es una banda mexicana de indie rock formada en Monterrey en 1996. El grupo es reconocido como uno de los precursores del indie rock mexicano, aunque han manifestado influencias de géneros diversos como heavy metal, glam rock, punk y garage rock.

## Historia
La fecha exacta de formación de Niña es incierta, debido a que entre 1996 y 1998 su alineación cambió con frecuencia. Los primeros integrantes de Niña fueron Alejandro Isassi («Chajoe») en guitarra y voz, Adrián Guardia en guitarra y Vicente Marroquín en el bajo. Más tarde se unió Alejandro Romero («Chicle») en la batería y tocó con la banda durante tres años. A finales de los años noventa Niña logró mayor reconocimiento, haciendo sus primeras apariciones en Ciudad de México en lugares representativos de la escena local como Rockotitlán y El Bulldog. A principios de 2000, Romero dejó la banda. Poco después se unieron Eugenio Royale, Aldo Marroquín y José Gabriel Cárdenas («Goma»). En 2001, Niña entró en pausa y los integrantes partieron hacia diferentes proyectos; Cárdenas y Marroquín formaron Sport, Isassi formó d3NdRON y Guardia formó Be My Bronx.
A partir de los Happy Fests y otras presentaciones, Niña salió nuevamente a la luz a mediados de 2002 con nuevos integrantes y dos de sus fundadores; Alejandro Isassi y Adrián Guardia. Luis Fara Domínguez («El Bitle») en el bajo y Maurizio Terracina (exbajista en Zurdok) en la batería entraron temporalmente al grupo. En 2003 Niña lanzó su primer álbum estudio r.o.c.k. Posteriormente, Domínguez dejó la banda y se unió a Quiero Club, mientras Terracina entró a Vaquero. Durante este período, Niña se centra en el estudio y graba Laredo Love. Tras una serie de conciertos, se integraron al grupo Gino Marchetti (bajo) e Iván Mendiola (batería), quienes contribuyeron en Laredo Love y Punkrobot.
El primer sencillo de Laredo Love «Sistema perfecto» logró una buena aceptación por el público y una serie de presentaciones en la Ciudad de México, Monterrey y otros estados del país impulsaron a Niña a presentarse en el Festival Vive Latino 2006. En 2007 lanzaron el álbum Punkrobot, distribuido a partir de Underscene/Universal, y que compilaba canciones de su repertorio grabadas nuevamente, además de pistas inéditas. El primer sencillo «5 Minutos» fue apoyado con un video dirigido por Marroquín. Durante la promoción del disco y mientras las canciones; «Tú y yo» y «Hollywood», alcanzaron popularidad en las estaciones de radio de la Ciudad de México, Guardia dejó la banda.
A finales de la década de 2000, el grupo continuó activo, principalmente en la Ciudad de México y el norte del país. La banda lanzó un video en vivo de su canción «Atari (todo mi mundo a color)», el cual se regaló en la compra de discos a través de su sitio web. Niña se mantuvo como banda independiente y planeó el lanzamiento de una serie de tres EP denominados en conjunto Trilogía VS, el primero de ellos Willie Nelson Vs Ralph Macchio en 2010. Durante este período, Marroquín abandona la banda y Alan Robles, Enrique Camacho y Eugenio Royale (quien ya apoyaba a la banda durante sets en vivo) se unen a Niña. Con nuevos integrantes, lanzaron la segunda parte de su trilogía Cool como fresco? o como yo? en 2012, donde cada dos meses lanzaron un nuevo sencillo, entre ellos «Banzai», «Una ardilla en el camino», «Laberinto» y «Once once». En 2019, la banda lanzó su álbum más reciente, Invasores.

## Miembros

### Formación actual
- Alejandro Isassi - guitarra, teclados y voz
- Gino Marchetti - bajo y voz
- Enrique Camacho - batería
- Alan Robles - guitarra

### Miembros anteriores
- Adrián Guardia
- Eugenio Royale
- Vicente Marroquín
- Alejandro Romero
- Iván Mendiola
- Mario Alberto López Landa
- Aldo Marroquín
- Maurizio Terracina
- Luis EG Domínguez
- Bernardo del Hoyo

## Discografía

### Álbumes de estudio
- r.o.c.k. - Happy-fi, 2003
- Laredo Love - Happy-fi / EMI, 2006
- Punkrobot - 2007
- Invasores - 2019

### EP
- Azul Cada Día - Happy-fi, 2005
- Levántate Sakuraba - Underscene Music, 2006
- Willie Nelson VS Ralph Macchio - 2010
- Cool como fresco? o como yo? - 2012

### Compilaciones
- Demos 96' - 1996
- EMERGENTE Suave Records
- Happy-fi Compilación 2 - Happy-fi
- Cuál es tu Rock? Vol. 2 - Cuál es tu Rock?
- Happy-Fi Boxset - Happy-fi
- Cuál es tu Rock? Vol. 3 - Cuál es tu Rock?
- Compilación MySpace México - 2007
- Demos (96-01) - 2008
- Happy-Fi Compilación 4 - Happy-fi
- Happy-Fi V Coyote Nights - Happy-fi
- Mi Mariachi (Si nos dejan) - Happy-fi
- Versus - 2016 Happy-fi
- Niña XXI - 2018 Happy-fi